# OGLE-TR-111b

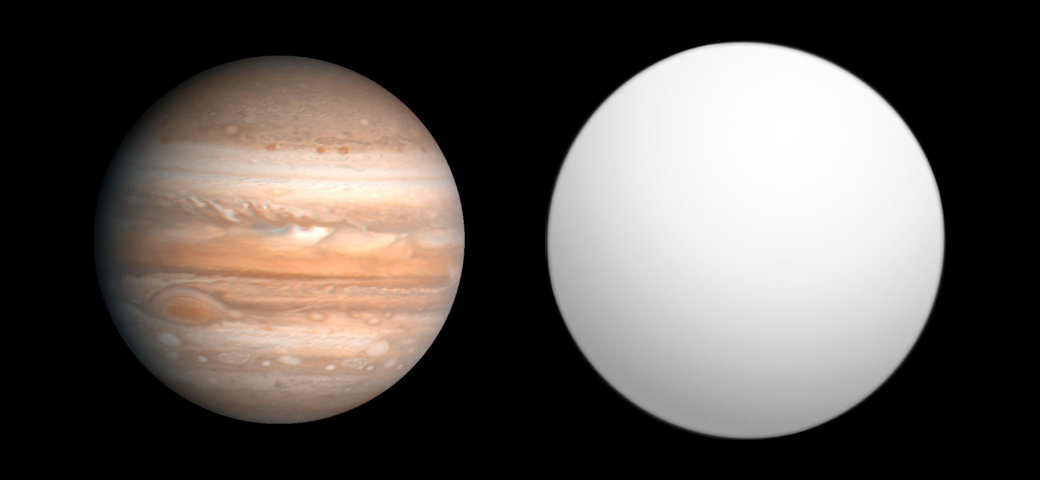

OGLE-TR-111b는 용골자리 방향으로 지구로부터 약 5,000광년 떨어진 곳에 있는 외계 행성이다. 어머니 항성은 OGLE-TR-111로, 지금까지 이 별을 도는 것으로 확인된 행성은 b 하나뿐이다(그러나 두 번째 행성이 있을 확률이 높다).
2002년 OGLE 연구 프로젝트는 항성 OGLE-TR-111의 빛이 4일 주기로 조금씩 약해지는 현상을 발견했다. 이는 행성 크기 천체가 별과 우리 사이 시야를 가려 별에서 나오는 빛 일부를 차단하기 때문이었다. 그러나 행성체의 질량을 구할 수 없었기 때문에 이 천체가 행성인지 아니면 더 무거운 갈색 왜성이나 적색 왜성인지를 판별할 수 없었다.
2004년, 도플러 분광법을 통해 이 천체는 갈색 왜성이나 적색 왜성이 아닌, 가스 행성임을 밝혀냈다.
OGLE-TR-111b는 항성 바로 옆을 돌고 있는 여타 뜨거운 목성들과 비슷하다. 질량은 목성의 절반 정도이며 지구~태양 거리의 20분의 1도 안 되는 아주 가까운 간격밖에 떨어져 있지 않다. 공교롭게도 이 행성은 외계 행성 탐사 역사 초에 발견되었던 오시리스 HD 209458 b와 질량이 비슷하다. 차이점이라면 b의 반지름은 OGLE 계획이 발견한 다른 가스 행성들과 마찬가지로 목성과 비슷하다는 것이다. 특기할 점이라면 OGLE의 다른 가스 행성들은 질량이 b보다 더 크고 통상의 뜨거운 목성들보다 항성에 더 바싹 붙어 있다는 것이다. 가스 행성은 질량이 커지더라도 자체 중력 때문에 압축되어 그 크기가 목성 정도에서 크게 어긋나지 않는다. 그런데 질량이 작은 행성이 항성 가까이에 있을 경우 대기가 가열되어 항성이 쉽게 부풀어 오르는 반면, 질량이 큰 행성은 중력 때문에 대기도 잘 들뜨지 않아 덩치가 쉽게 늘어나지 않는다. 이런 점에서 b는 그 질량이 작음에도 덩치가 그리 크지 않아 천문학자들은 이 모순된 결과에 주목하고 있다.

## 같이 보기
- HD 209458 b
- OGLE-2005-BLG-390Lb
- OGLE-TR-10 b
- OGLE-TR-56b
- OGLE-TR-113b
- OGLE2-TR-L9b
- 광학 중력 렌즈 실험
- WASP-11b/HAT-P-10b